# George Rhoads
George Rhoads (27 de enero de 1926 - 9 de julio de 2021) fue un pintor, escultor y maestro del origami estadounidense contemporáneo. Fue más conocido por sus extravagantes esculturas audiocinéticas en aeropuertos, museos de ciencia, centros comerciales, hospitales infantiles y otros lugares públicos de todo el mundo.

## Primeros años de vida
Rhoads nació en Evanston, Illinois, el mayor de cuatro hijos. Su padre, Paul S. Rhoads, era médico y profesor de medicina interna en la Universidad Northwestern. Su madre, Hester Chapin Rhoads, se formó como decoradora de interiores.
Rhoads asistió a la Universidad de Chicago con el objetivo de estudiar física y matemáticas. Después de obtener suficientes créditos para completar su título asociado, comenzó a tomar clases de diseño y dibujo en el Instituto de Arte de Chicago. Dos años después, dejó Chicago y se mudó a la ciudad de Nueva York para convertirse en pintor. Su obra se centró en retratos y paisajes urbanos impresionistas, pero no tuvo éxito ni de crítica ni financiero. En 1952, Rhoads se trasladó a París para seguir pintando. Fue allí donde conoció al experto estadounidense en origami Gershon Legman, quien le introdujo al arte del origami y al trabajo de Akira Yoshizawa. Este encuentro despertó el interés de Rhoads y comenzó a practicar origami e inventar nuevos pliegues. Su contribución más notable en este campo se conoció como Blintzed Bird Base, ahora un pliegue de origami estándar utilizado para crear un animal con cuatro patas, dos orejas y una cola a partir de una sola hoja de papel.

## Esculturas de máquinas de bolas audiocinéticas

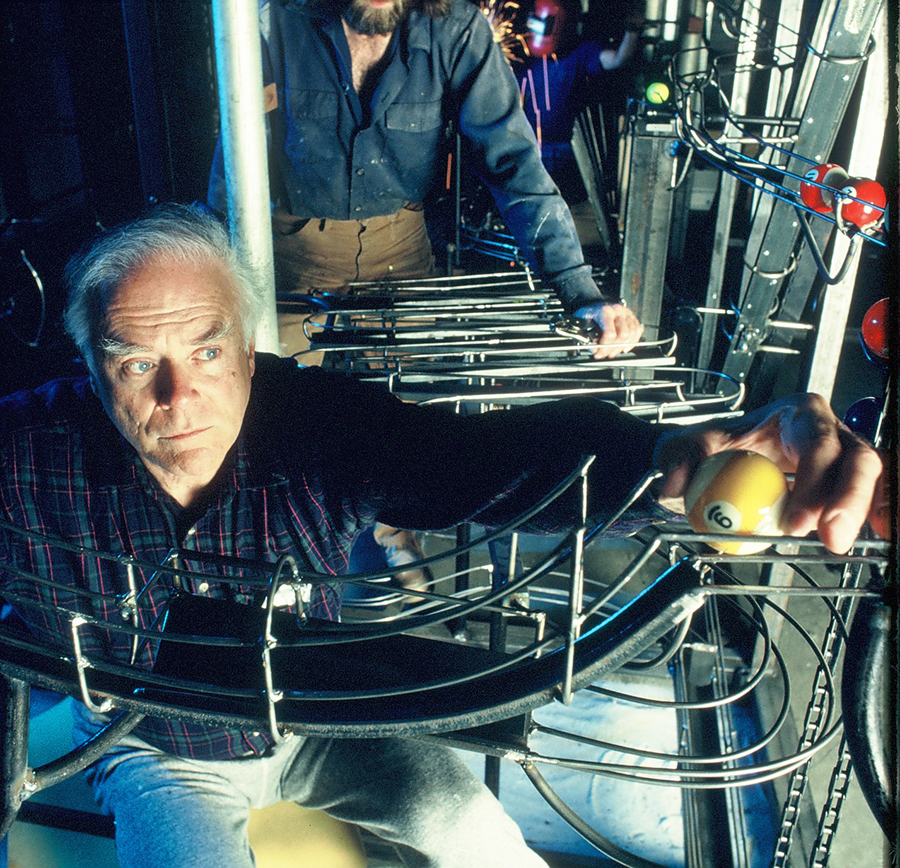
George Rhoads construyendo una escultura de bola rodante

Rhoads creó su primera máquina de bolas rodantes a finales de la década de 1950.
En la década de 1960, Rhoads comenzó a experimentar con esculturas de metal que producían sonido cinético. Como describió estas primeras máquinas: «Hay toda una serie de cosas sucediendo en sucesión. Pequeñas bolas rodando por una pista son la fuerza motriz que golpea un martillo, que a su vez golpea la barra de un xilófono o hace sonar un silbato». Tras ver una exposición de las máquinas de bolas de Rhoads en Greenwich Village, el escultor Hans Van de Bovenkamp lo contrató para que inventara dispositivos para sus fuentes de metal. Con el tiempo, Rhoads comenzó a crear sus propias fuentes.
Rhoads continuó desarrollando sus esculturas audiocinéticas y su trabajo ganó prominencia nacional después de aparecer en The David Frost Show y Today. A principios de la década de 1970, el magnate de los centros comerciales David Bermant le encargó la construcción de esculturas audiocinéticas para sus centros comerciales en Rochester, Nueva York, y Hamden, Connecticut, y durante años continuó promocionando y vendiendo la obra de Rhoads.
Las esculturas de Rhoads se hicieron conocidas por sus precisos mecanismos similares a un reloj, regidos por el peso y el tiempo, pero que al mismo tiempo mantenían la apariencia de espontaneidad y aleatoriedad. Promovió el concepto de que la máquina en sí misma era una obra de arte, y sus piezas fueron diseñadas para desmitificar la maquinaria y estimular la reacción del espectador. El escultor modernista y profesor emérito de la Universidad de Princeton, James Seawright, dijo de las esculturas de Rhoads: "Encarnan casi todos los elementos básicos de la maquinaria, combinados en una desconcertante variedad de formas. Hay un nivel de genio mecánico detrás de la invención de mecanismos complejos".
En respuesta al creciente número de encargos, Rhoads se asoció con Robert McGuire para crear sus esculturas en RockStream Studios en Ithaca, Nueva York. El estudio y las extravagantes esculturas de Rhoads aparecieron más tarde en un episodio de la serie de televisión infantil estadounidense Mister Rogers' Neighborhood. 

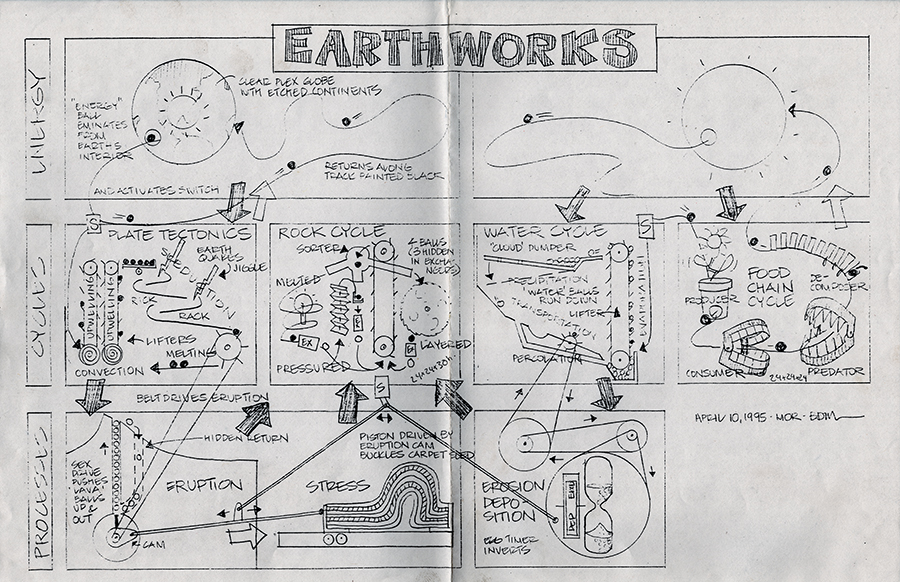
Este es un boceto de una de las máquinas de pelotas creadas por George Rhoads, Earthworks

En 1981, Rhoads recibió el encargo de construir una escultura titulada 42nd Street Ballroom para la terminal de autobuses de la Autoridad Portuaria de Nueva York/Nueva Jersey en la ciudad de Nueva York, lo que marcó el comienzo de un período de producción de esculturas de máquinas de bolas más grandes y monumentales. En estas grandes máquinas, unos elevadores accionados por cadenas llevan bolas a la parte superior de la escultura. Luego, usando únicamente la gravedad, las bolas viajan por varias pistas diferentes que forman bucles, se retuercen y giran en espiral. Las bolas desencadenan movimiento, golpean objetos, hacen sonar campanas, gongs, carillones, tambores e incluso barras de xilófono, lo que permite que cada máquina cree su propia música. Una vez que la bola llega a la parte inferior de la escultura, se eleva a la parte superior y el proceso continúa. 
En 1990, Rhoads creó una escultura cinética de bola rodante titulada El sueño de Newton, que se instaló en el Instituto Franklin de Filadelfia. Fue reemplazado por un par de nuevas máquinas, denominadas conjuntamente Convergencia de Newton, en 2017.
Las esculturas de Rhoads se han instalado en espacios públicos y colecciones privadas de todo el mundo. Las piezas varían en tamaño, desde pequeñas esculturas montadas en la pared hasta máquinas que llenan habitaciones enteras y abarcan varios pisos. Algunas de sus obras pertenecen a colecciones permanentes de museos en instituciones como el Museo de Arte Moderno de Nueva York y el Instituto de Arte de Chicago. Casi todas sus esculturas siguen en funcionamiento y se destacan por su popularidad entre el público.
En 2007, Creative Machines (ubicada en Tucson, Arizona) se hizo cargo de la creación de las esculturas de Rhoads y continúa la tradición de las obras de arte de Rhoads. La empresa continúa utilizando las técnicas desarrolladas por Rhoads en sus esculturas de máquinas de bolas incorporando métodos de fabricación, elementos de diseño y estrategias similares para crear esculturas confiables y duraderas.

## Muerte
Rhoads murió en la casa de su hijo en Chinon, Francia, el 9 de julio de 2021, a la edad de 95 años.

## Obras públicas seleccionadas

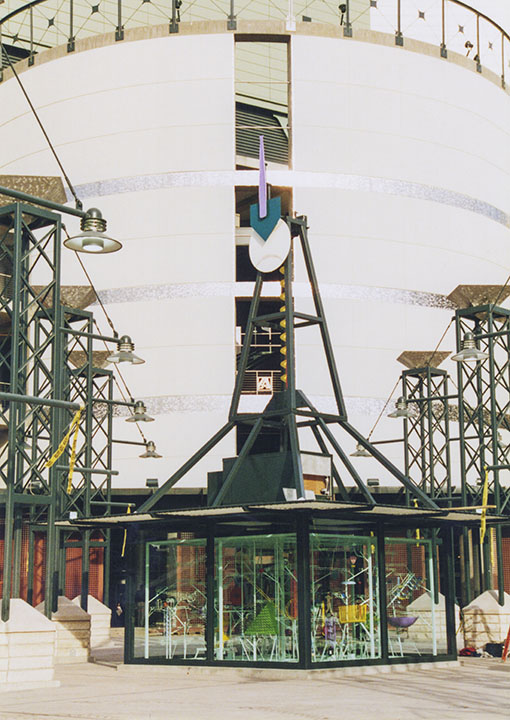
Based on Balls es una escultura de máquina de pelotas con temática de béisbol en la plaza de Chase Field, en Phoenix, Arizona.

- El "Gizmo" en el Champlain Centre Mall, Plattsburgh, Nueva York[13]
- Salón de baile de la calle 42, Terminal de Autobuses de la Autoridad Portuaria, Nueva York, Nueva York
- Ejercicio de fugacidad, Aeropuerto Logan, Terminal A, Boston, Massachusetts
- Ciencia en marcha, Museo Tecnológico de la Innovación, San José, California
- Excogitación de Arquímedes, Museo de Ciencias, Boston, Massachusetts
- El sueño de Newton (1990), Instituto Franklin, Filadelfia, Pensilvania
- Uridice, Centro Científico Discovery, Costa Mesa, California
- Máquina del Vacilon, Papalote Museo del Niño, Ciudad de México, México
- Jardín de infantería celestial, Aeropuerto Internacional de Filadelfia, Filadelfia, Pensilvania
- Global Enerjoy, Pabellón de Energía del Futuro, Expo Sevilla 92, Sevilla, España
- Incrediball Circus II, Hospital Infantil de Akron, Akron, Ohio
- Angel Music, Aeropuerto Internacional de Los Ángeles, Los Ángeles, California
- La vida se renueva, Estación Ōsaka Namba, Osaka, Japón
- Montaña rusa de colores, Museo para niños Stepping Stones, Norwalk, Connecticut
- El ensueño de Newton, Planetario Clark, Salt Lake City, Utah
- Fantasía pitagórica, Facultad de Ingeniería de la Universidad de Colorado, Boulder, Colorado
- Basado en Balls, Chase Field, Phoenix, Arizona
- Loopy Links, Adventure of the Seas, Líneas de cruceros Royal Caribbean
- Funkinetic, Centro Científico de Singapur, Singapur
- Eureka, Discovery Communications, Bethesda, Maryland
- Circo de bolas, ABT Electronics, Glenview, Illinois
- Kinetikon, Centro Nacional de Educación Científica de Taiwán, Taipei, Taiwán.
- Cavortech, Museo del Descubrimiento Avampato, Charleston, Virginia Occidental
- Torre de Sísifo, Chesapeake Energy Corporation, Oklahoma City, Oklahoma
- La vida es una pelota, Scientific Games, Las Vegas, Nevada
- Zoológico Mágico, Hospital Universitario Nacional de Taiwán, Taipéi, Taiwán[11]
- Electric Ball Circus, centro científico de Edmonton (anteriormente en West Edmonton Mall)

## Museos/colecciones

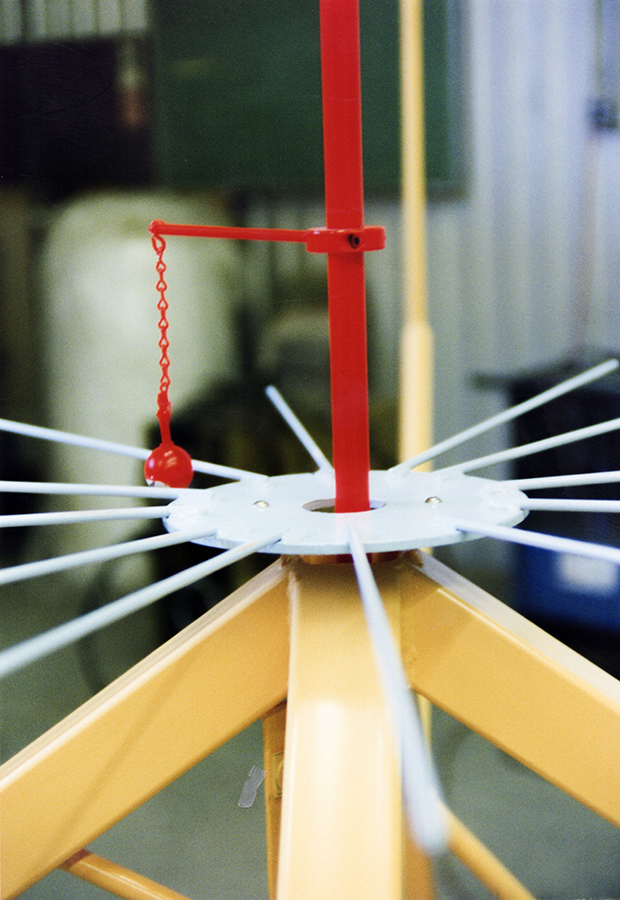
Este es uno de los muchos dispositivos creados para la Máquina de Bolas Bulliciosas, ubicada en el Parque Plaza Sésamo en Monterrey, México.

### Museos
- Museo de Arte Moderno de la ciudad de Nueva York
- El Instituto de Arte de Chicago, Illinois
- El Instituto Butler de Arte Americano, Youngstown, Ohio
- El Ateneo Wadsworth, Hartford, Connecticut[11]
- Instituto de Ciencias Franklin, Filadelfia, Pensilvania. "La convergencia de Newton"
- El espectro científico, Lubbock, Texas

### Colecciones
- Leonard Bernstein
- Malcolm Forbes
- Lawrence Tisch
- David Elliot
- Herbert Adler
- Yevgeny Yevtushenko
- David Bermant
- Guillermo Marsteller
- Compañía científica americana
- Compañía Eléctrica Westinghouse[11]

## Galería

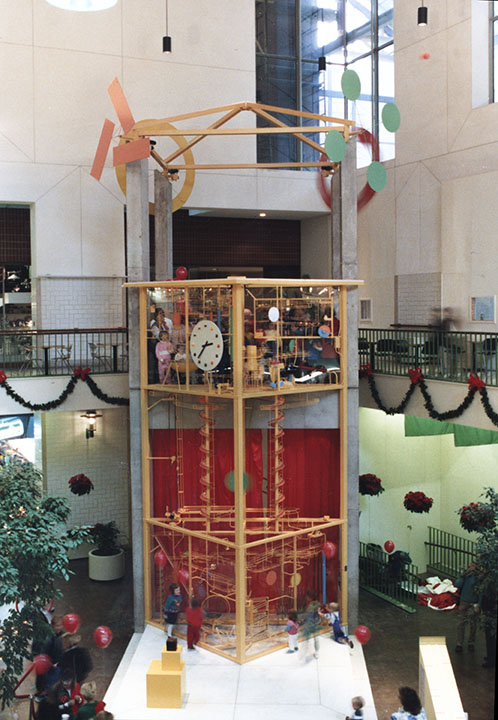
Máquina de bolas con reloj Chockablock, ubicada en Strawberry Square, Harrisburg, Pensilvania
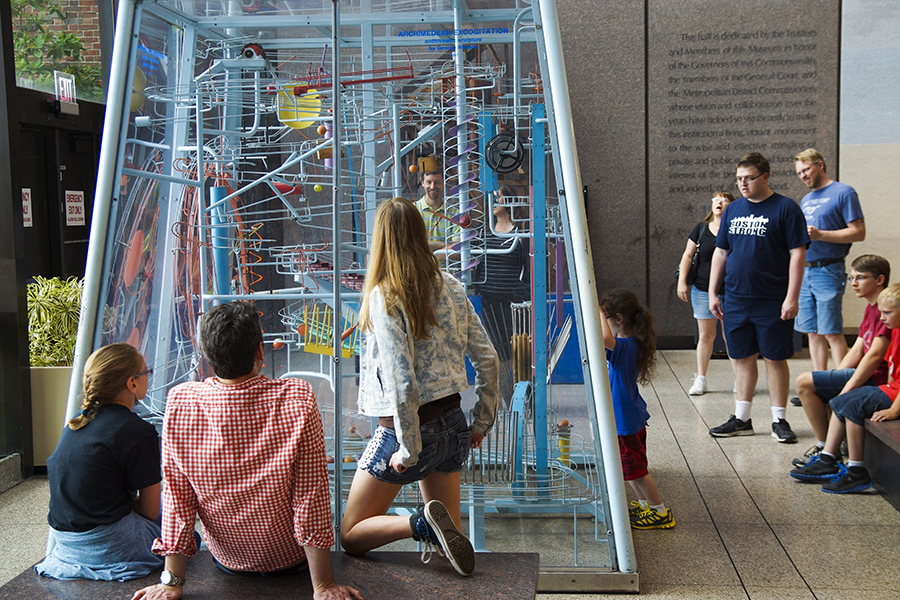
La Excogitación de Arquímedes se puede encontrar en el Museo de Ciencias de Boston y se dice que mantiene la atención de los espectadores durante mucho más tiempo que muchas de las otras exhibiciones que allí se encuentran.